# 橘ノ圓満
橘ノ 圓満（たちばなの えんまん、1964年1月8日 - ）は、東京都台東区上野出身の落語家。落語芸術協会所属。本名∶星野 晴紀。
「圓満」の名はかつては「三遊亭圓満」や「橘家圓満」として名乗った。

## 経歴
日本大学豊山高等学校卒業。最初は、天狗連で「三龍亭多留満」または「遊喜家多留満」の名前で活動していた。
2002年2月、三代目橘ノ圓に入門。冨多葉を名乗る。
2006年11月、二ツ目に昇進し圓満に改名。
2012年、伊豆急行オモシロ駅長に就任。
2014年5月、師匠の橘ノ圓が死去したため兄弟子五代目三遊亭圓馬の門下となる。
2016年5月、真打昇進。落語芸術協会所属の落語家では、2022年現在最高齢となる52歳での真打昇進である。
2020年11月10日、師匠の圓馬から破門を言い渡され名前の返上を求められたが、引き続き「橘ノ圓満」名義で活動している。

## 人物
得意ネタは、「豊竹屋」、「試し酒」など。三代続いた江戸っ子である。
噺家の形態模写が得意。